# 千田光男
千田 光男（せんだ みつお、1940年3月1日 - 2023年2月25日）は、日本の男性声優。北海道もしくは東京都出身。81プロデュース最終所属。

## 経歴
土の会、エヌ・エー・シー、同人舎プロダクション、フリー、ぷろだくしょんバオバブを経て、2005年5月1日付けで81プロデュース所属となった。
2023年2月25日、虚血性心不全のため死去。82歳没。

## 人物
声種はバリトン。
数多くの洋画・海外ドラマの吹き替えに出演した。共演経験のある上田燿司は「声を聞かない時はないほど活躍された方」と語っている。また、ランス・ヘンリクセンやジャン＝ポール・ベルモンドなどを担当していた。
名前の由来については野沢那智によると、「芸能界は千のうち三つしか実現できない」と言われていたことから命名されたとされている。
せんだみつお（旧芸名：千田光雄）は名前の読みが同じだけの別人だが、海外テレビドラマ『特捜刑事マイアミ・バイス』と映画『ブルース・ブラザース』の吹き替えで共演しており、現場ではスタッフが両者への注文に苦労する一幕もあった。
趣味は野球。

## 後任
千田の死後、持ち役を引き継いだ人物は以下の通り。
| 後任     | キャラクター名     | 概要作品                      | 後任の初担当作品         |
| -------- | ------------------ | ----------------------------- | ------------------------ |
| 松田裕市 | ミッチェル         | 『ダイ・ハード』テレビ朝日版  | スターチャンネル追加録音 |
| 魚建     | ドナルド・マラード | 『NCIS 〜ネイビー犯罪捜査班』 | シーズン16               |
| 麻生智久 | 蔡沢               | 『キングダム』                | シーズン5                |
| 風間秀郎 | カボット           | 『ウォー・ゲーム』            | BD追加録音               |

## 出演
太字はメインキャラクター。

### テレビアニメ
1969年
- 海底少年マリン（スパイA）
- 巨人の星（1969年 - 1971年）

1970年
- アタックNo.1

1973年
- 赤胴鈴之助
- 荒野の少年イサム
- 侍ジャイアンツ
- ジャングル黒べえ
- ど根性ガエル（1973年 - 1974年）

1974年
- はじめ人間ギャートルズ（1975年 - 1976年）

1975年
- タイムボカン（盗賊、忍者）

1976年
- ゴワッパー5 ゴーダム（大吉の父）

1977年
- 家なき子
- 新・巨人の星（1977年 - 1978年）
- ポールのミラクル大作戦（獣医）
- ルパン三世 (TV第2シリーズ)（1977年 - 1980年）

1978年
- 科学忍者隊ガッチャマンII（ドメニコ・パンドラ）
- 宝島（1978年 - 1979年）
- 恐竜大戦争アイゼンボーグ（倉田雄一）

1979年
- 科学忍者隊ガッチャマンF（長田茂）
- 新・巨人の星II

1980年
- おじゃまんが山田くん（1980年 - 1982年、山田ヨネ夫、イケダ、中山）
- ベルサイユのばら

1981年
- おはよう!スパンク
- 六神合体ゴッドマーズ（1981年 - 1982年、ゲッツ、メタール 他）

1982年
- スペースコブラ（1982年 - 1983年）
- 逆転イッパツマン（ノロイ営業部員）
- ダッシュ勝平（おじさん）
- ときめきトゥナイト（トレーナー）
- ぼくパタリロ!（シャーマン）
- 魔法のプリンセス ミンキーモモ（グラム）

1983年
- イーグルサム（1983年 - 1984年、ゴキブリゴクロウ）
- 未来警察ウラシマン（シード、ヘンリー）
- キャプテン（アナウンサー）

1984年
- 巨神ゴーグ（ジェフ）
- 名探偵ホームズ（スマイリー）
- ルパン三世 PARTIII（1984年 - 1985年）

1985年
- おねがい!サミアどん
- 星銃士ビスマルク（ゲスペル、隊長 他）
- ダーティペア（刑事）
- 忍者戦士飛影（ザウバー）

1990年
- 三つ目がとおる（蛇谷）

1991年
- それいけ!アンパンマン（1991年 - 2013年、しかくおに〈初代〉）
- 魔法のプリンセス ミンキーモモ 夢を抱きしめて（ジェロ）

1992年
- 風の中の少女 金髪のジェニー（ジェイソン医師）

1993年
- 無責任艦長タイラー（殺し屋）
- 幽☆遊☆白書（青龍）

1994年
- とっても!ラッキーマン（大食いマン、G-5）
- ヤマトタケル（カジナム）

1995年
- NINKU -忍空-（リー）

1996年
- 快傑ゾロ（ニコラス）
- B'T-X（バルザック）
- みどりのマキバオー（木曽政義）

1997年
- EAT-MAN（シオラ）

1998年
- ポポロクロイス物語（風族の長）

1999年
- THE ビッグオー（1999年 - 2003年、ベックの部下〈ダヴ〉） - 2シリーズ

2000年
- ゲートキーパーズ（アメリカ司令）
- NieA_7（長老）
- ワイルドアームズ トワイライトヴェノム（ゴルゴル）

2001年
- 旋風の用心棒（小西巡査）

2002年
- GetBackers-奪還屋-（黒部一馬）
- ペコラ（ドクターチュー）

2003年
- カレイドスター（Mr.ケネス） - 2シリーズ

2005年
- ゾイドジェネシス（村長）
- ツバサ・クロニクル（2005年 - 2006年、酒場の店主、謎の男、秘書） - 2シリーズ

2006年
- NARUTO -ナルト-（しなやかな悪党）

2007年
- 怪物王女（蛹田方正）
- 風の少女エミリー（店のおじさん）
- CLAYMORE（ロクトの村長）
- 鋼鉄神ジーグ（大利博士）
- 彩雲国物語 第2期（老官吏）
- D.Gray-man（戦艦型AKUMA、職員）
- BLUE DRAGON（ジブラル国王）
- MAJOR 3rd season（岡本監督）

2008年
- 狼と香辛料（御者）
- ゴルゴ13（2008年 - 2009年、デイブ・マッカートニー、予告ナレーション）
- テレパシー少女 蘭（霜月）

2009年
- 07-GHOST（ミロク）
- NARUTO -ナルト- 疾風伝（大ガマ仙人）
- NEEDLESS（石山）
- 花咲ける青少年（フレド〈現代〉）

2010年
- ジュエルペット てぃんくる☆（泉のドラゴン）

2011年
- 神様ドォルズ（枸雅清方）
- ダンタリアンの書架（祖父）
- プリティーリズム・オーロラドリーム（水沢）
- へうげもの（津田宗及、長次郎）
- 名探偵コナン（華村政之輔）

2012年
- キングダム（2012年 - 2022年、蔡沢〈初代〉） - 4シリーズ
- GON -ゴン-（リス長老）
- ZETMAN（神崎悟郎）

2013年
- ダイヤのA（沢村栄徳）
- 東京レイヴンズ（藤原）

2014年
- まじっく快斗1412（華村政之輔）

2016年
- この素晴らしい世界に祝福を!（プリースト）
- 魔法つかいプリキュア!（フック）

2017年
- ベイブレードバースト シリーズ（2017年 - 2019年、ゾロ） - 2シリーズ
- 最遊記RELOAD BLAST（三仏神）

### 劇場アニメ
- 巨人の星（1969年）
- 巨人の星 行け行け飛雄馬（1969年）
- 新・巨人の星（1977年）
- あしたのジョー（1980年）
- がんばれ!! タブチくん!! 第2弾 激闘ペナントレース!!（1980年）
- ゴルゴ13（1983年）
- BLOOD THE LAST VAMPIRE（2000年、警官）

### OVA
- クラッシャージョウ 氷結監獄の罠（1989年、カブール）
- マッド★ブル34（1990年、ニコル）
- 難波金融伝・ミナミの帝王（1993年、本郷）
- それいけ!アンパンマン クリスマスだ！みんなあつまれ（1995年、SLマン〈2代目〉）
- 青の6号（1998年、なるしお副長）
- 銀河英雄伝説外伝 千億の星、千億の光（1998年、プフェンダー）
- うさぎちゃんでCue!!（2001年、影）
- 最遊記RELOAD -burial-（2007年、三仏神B）
- やなせたかしメルヘン劇場 クシャラひめ（2008年、隣国の王様）

### ゲーム
- Oni 完全日本語版（2001年）
- Mr.インクレディブル 強敵アンダーマイナー登場（2006年）
- スーパーロボット大戦Z（2008年、ダヴ）
- ゴルゴ13 ファイルG13を追え（2009年、ナレーター）
- 第2次スーパーロボット大戦Z 破界篇 / 再世篇（2011年、ダヴ、ゲシュタルト）
- ヴァルハラナイツ3（2013年、ロジェ[29]）
- 第3次スーパーロボット大戦Z 時獄篇 / 天獄篇（2014年、ダヴ）
- ベイブレードバースト ゴッド（2017年、ゾロ）

### ドラマCD
- 最遊記（三仏神）
- 研ぎ師 伊之助（藤次）

### 吹き替え

#### 担当俳優
アンソニー・ジェームズ
- 特攻野郎Aチーム
  - シーズン2 #17（フラッグ）
  - シーズン3 #23（コナーズ）

- 裸の銃を持つ男PART2 1/2（ヘクター・サヴァージ）
- 許されざる者（スキニー・デュボイス）
- 夜の大捜査線（ラルフ・ヘンショウ）※TBS版

クラウス・キンスキー
- クリーチャー（ハンス・ホフナー）
- 荒野のドラゴン（皮剥ぎジャック）
- コマンドー軍団3（チャールトン）
- コマンドー・レオパルド（シルヴェイラ）

ジャン＝ポール・ベルモンド
- 追悼のメロディ（フランソワ・ルクレール）
- パリ警視J（フィリップ・ジョルダン）
- ライオンと呼ばれた男（サム・リオン）

ジョン・グローヴァー
- 3人のゴースト（ブライス・カミングス）
- 天使の自立（フランク・ジャクソン）
- THE BLACKLIST/ブラックリスト シーズン1 #21（ブルース・サンダース）

ジョン・マルコヴィッチ
- 狼たちの街（トーマス・ティムズ将軍）※テレビ東京版
- キリング・フィールド（アラン・ロッコフ）
- ザ・ディレクター ［市民ケーン］の真実（ハーマン・J・マンキーウィッツ）

トニー・シャルーブ
- ガタカ（ジャーマン）※DVD・VHS版
- ナース・ジャッキー7 最終章（バーナード・プリンス）
- バートン・フィンク（ベン・ガイズラー）※DVD版
- 名探偵Mr.モンク（エイドリアン・モンク）※WOWOW・スターチャンネル版

バリー・オットー
- ナイスガイ（バッジオ）※日本テレビ版
- パニッシャー（シェイク）
- リトル・イタリーの恋（アルフレード神父）

ハリー・ディーン・スタントン
- エイリアン（ブレット）※テレビ朝日版
- クリスティーン（ルドルフ・ジャンキンス警部）※テレビ朝日版
- ツイン・ピークス/ローラ・パーマー最期の7日間（カール・ロッド）※ソフト版
- ツイン・ピークス The Return（カール・ロッド）
- プリティ・イン・ピンク/恋人たちの街角（ジャック）

フランク・C・ターナー
- アローン・イン・ザ・ダーク（サム・フィッシャー）
- ザ・フライ2 二世誕生（ノーマン・シェパード）※ソフト版
- スノー・ドッグ（ニーリー）
- ニードフル・シングス（ピート・ジャージック）

マット・フリューワー
- アストロノーツ（クランツ）
- 新スタートレック（バーリンホフ・ラスミュッセン教授）
- 天国に行けないパパ（アーニー・ディルス刑事）

ランス・ヘンリクセン
- エイリアン2（ビショップ）※TBS版
- 白と黒のナイフ（フランク・マーティン）
- ストーン・コールド（チェインズ・クーパー）
- ターミネーター（ハル・ブコビッチ）※VHS版・テレビ朝日版
- レジェンド・オブ・トゥモロー シーズン2 #5（オブシディアン）

レイ・ワイズ
- ザ・チェイス（ダルトン・ヴォス）※テレビ朝日版
- 超音速攻撃ヘリ エアーウルフ シーズン3 #18（ヴィクター・レズニック）
- 特攻野郎Aチーム シーズン4 #3（フィリップ・チャドウェイ）

#### 映画（吹き替え）
- アート・オブ・ウォー（ウー国連大使〈ジェームズ・ホン〉）※テレビ東京版
- アーネスト、クリスマスを救え!（アーネスト・P・ウォレル〈ジム・バーニー〉）
- アーミクロン（皇帝）
- 愛と追憶の日々（オーロラの夫〈アルバート・ブルックス〉）
- 愛の嵐（アドルフ）※日本テレビ版
- アウト・フォー・ジャスティス（車椅子のチャス、ドン・ヴィットリオの部下、警官）※テレビ朝日版
- アウトランド
- 赤い殺意（イアン・ウィックス）
- 秋の旅路（ジェームス〈デンホルム・エリオット〉）
- あきれたあきれた大作戦（ラッツ〈エド・ベグリー・ジュニア〉）
- 悪魔たち、天使たち（ニック・ジンガロ〈リチャード・ブラッドフォード〉）
- アサシン 暗・殺・者 ※テレビ朝日版
- アドベンチャー・アーク/アポロンの秘宝（オニーダ）
- アビス（ハイラム・コフィー大尉〈マイケル・ビーン〉）※ソフト版
- アポカリプス・トゥモロー（ハリー・セタグ〈クリストファー・ロイド〉）
- 雨に降られて（ギブスの中年男性客）
- アメリカン・グラフィティ ※フジテレビ版
- アラビアのロレンス（タファス）※テレビ東京版
- アルマゲドン（バンクス博士）※フジテレビ版
- アローン・イン・ザ・ダークII
- 暗殺者（ニコライ・タシュリンコフ）※ソフト版
- アンタッチャブル ※テレビ朝日版
- アンドレ/海から来た天使（ハリー・ホイットニー〈キース・キャラダイン〉）
- 怒りの山河（チャーリー・ハンター〈スコット・グレン〉）
- イップ・マン 誕生（リョン・ピック）
- 今そこにある危機（フェリックス・コルテズ〈ジョアキム・デ・アルメイダ〉）※ソフト版
- イレイザー（セルゲイ・イヴァノビッチ・ペトロフスキー〈オレク・クルパ〉）※日本テレビ版
- インタビュー・ウィズ・ヴァンパイア（サンティアゴ〈スティーヴン・レイ〉）※ソフト版
- インディ・ジョーンズ/最後の聖戦（カジム）※日本テレビ版
- インナースペース（ナイルズ）※ソフト版
- インファナル・アフェア 無間序曲（ハウワイ）※テレビ東京版
- ウィンチェスター銃'73（ジョー・ラモント〈ジョン・マッキンタイア〉）※ソフト版
- ウェールズの山（とぼけのトーマス）
- ウェルカム・トゥ・サラエボ（マイケル・ヘンダーソン〈スティーヴン・ディレイン〉）
- ウォーターワールド（漂流者）※ソフト版
- ウォリアーズ（スノー）
- 運命の扉（ジェレミー・シモンズ）
- エアフォース・ワン（フィリップス）※日本テレビ版
- エアポート'77/バミューダからの脱出（フランク・パワーズ〈ギル・ジェラード〉）※テレビ朝日版
- エイセス/大空の誓い（エスコヴェス〈ファン・フェルナンデス〉）※ソフト版
- エグゼクティブ・ターゲット ※テレビ東京版
- SF謎の宇宙船遭遇（スティーヴ・バンクロフト〈ゲイリー・コリンズ〉）
- X-メン（ケリー上院議員〈ブルース・デイヴィソン〉）※ソフト版
- X-MEN2（ケリー上院議員〈ブルース・デイヴィソン〉）※ソフト版
- XYZマーダーズ（レナルド〈ブルース・キャンベル〉）
- F/X 引き裂かれたトリック
- L.A.コンフィデンシャル（ブレット・チェイス〈マット・マッコイ〉、ブロイニング〈トーマス・アラナ〉）※フジテレビ版
- L.A.大捜査線/狼たちの街（エリック・マスターズ〈ウィレム・デフォー〉）
- エンド・オブ・デイズ（トマス・アクィナス〈デリック・オコナー〉）※ソフト版
- オーメン（精神科医）※TBS版
- オールド・ルーキー（フランク）
- オーロラ殺人事件
- 狼 男たちの挽歌・最終章（チャン〈ケネス・ツァン〉）※ソフト版
- おかしな関係（ジェフ〈デヴィッド・ラッシュ〉）
- おばあちゃんの家（自転車のおじいさん）
- オペレーション（マス将軍）
- 風に向って走れ（太った男、オブライエン）
- カットスロート・アイランド（スカリー〈ジミー・F・スキャッグス〉）※フジテレビ版
- ガバリン（ヨハン）
- カラーズ 天使の消えた街（ラスティ・ベインズ〈R・D・コール〉、警官14、警官21、無線の声1、ヘリ4）
- ガントレット（ノミ屋、バイカー）
- キックボクサー（ウィンストン・テイラー）
- キャノンズ（ボブ・スマイリー〈ロニー・コックス〉）
- キャノンボール（マッドドッグ、ジョニー・ユン[30]）※テレビ朝日版
- キャノンボール2（スリム〈ヘンリー・シルヴァ〉）
- 金色の嘘（ボブ・アシンガム〈ジェームズ・フォックス〉）
- キングサイズ（アダム・ハップス〈グジェゴシ・ヘロミンスキー〉）
- キングピン/ストライクへの道（神父、クリス・シェンケル）
- グッバイ・モロッコ（サントニ）
- クライシス2050（マシュー〈マイケル・ベリーマン〉）※劇場公開版
- クライム・アンド・パニッシュメント（ジャック判事）
- クラッシャー/大津波（エドガー・パーセル〈グレッグ・ヘンリー〉）
- クリープショー（ジョーディ・ヴェリル〈スティーヴン・キング〉、デックス・スタンレー〈フリッツ・ウィーヴァー〉）
- グリニッチ・ビレッジの青春（バーンステイン・チャンドラー〈アントニオ・ファーガス〉）
- クリフハンガー（ライアン、デイヴィス〈ザック・グルニエ〉）※フジテレビ版
- クリミナル（オチョア〈ズィット・カザン〉）
- グレートスタントマン（アダム〈アダム・ウェスト〉）※テレビ朝日版
- クレイジー・ピープル（ジョージ〈デヴィッド・ペイマー〉）
- クロウ/飛翔伝説（Tバード〈デヴィッド・パトリック・ケリー〉）※ソフト版
- クロコダイル・ダンディー（ダニー）※フジテレビ版
- ケーブルガイ（ショーの司会）
- 刑事ジョー ママにお手あげ（ポーリー〈マーティン・フェレロ〉）※フジテレビ版
- 激戦地（ケヴィン・バーク大尉）
- 激走!5000キロ（サム・グレイヴス）※TBS版
- GO!GO!ガジェット2（バクスター〈ブルース・スペンス〉）
- ゴースト・バディーズ/小さな5匹の大冒険（ジム保安官）
- ゴーン・フィッシン'（デッカー・マッシー）
- 恋のからさわぎ（チーピン先生）
- 絞殺魔（刑事〈アレックス・ロッコ〉）
- 交渉人（オマー〈トム・バウアー〉）※テレビ朝日版
- 荒野の七人・真昼の決闘（スコット・エリオット〈エド・ローター〉）
- 荒野の襲撃!人質救出作戦（リー）
- 告発の行方（ダンカン保安官〈テリー・デイヴィッド・ムリガン〉）※テレビ朝日版
- 子熊物語（トム〈チェッキー・カリョ〉）※TBS版
- ゴシカ（フィル・パーソンズ〈バーナード・ヒル〉）
- コナン・ザ・グレート（僧侶）※テレビ朝日版
- コブラ（ダン〈デヴィッド・ラッシュ〉）※テレビ朝日版
- コマンドー（ローソン、ケイツ警備員）※テレビ朝日版
- ゴリラ（マックス・ケラー〈ロバート・デヴィ〉）※TBS版
- 殺したい女（ベッドルーム・キラー〈J・E・フリーマン〉）
- コンドル（レイ）※テレビ朝日旧録版
- サーカス天国（ルイ）
- 13ウォーリアーズ
- 13F（銀行の支店長）
- 最後の栄光（ジャスパー）
- サイバーテックP.D.（ヴィヴィアン〈ピーター・コヨーテ〉）
- サイバーロボ（マッシャー）
- ザ・ガン 運命の銃弾（フランク）
- ザ・グリード（アサートン船長〈デリック・オコナー〉）※ソフト版
- ザ・コンテンダー（シェリー・ラニヨン〈ゲイリー・オールドマン〉）
- ザ・スカルズ/髑髏の誓い（ホイットニー〈ナイジェル・ベネット〉）
- ザ・チャイルド
- 殺人核弾頭キングコブラ（ジョン・ブラックストーン〈ジョン・P・ライアン〉）
- ザ・ドライバー（ティース）※日本テレビ版
- ザ・ハリケーン（デラ・ヘスカ刑事〈ダン・ヘダヤ〉）※ソフト版
- ザ・フラッシュ（ニコラス・パイク）※VHS版
- サマー・オブ・サム（マリオ〈アーサー・J・ナスカレッラ〉、サイモン〈ジョン・サヴェージ〉）
- さらばキューバ（フアン・プリード〈クリス・サランドン〉）
- さらば友よ（ムラティ）※フジテレビ版
- さらば、わが愛/覇王別姫（ユアン・スーチン〈グォ・ヨウ〉）
- サンダーハート（ジャック・ミルトン〈フレッド・ウォード〉）
- サンタリア 魔界怨霊
- シー・オブ・ラブ（グルーバー〈リチャード・ジェンキンス〉）※テレビ朝日版
- シェーン（フランク・トーリー〈エリシャ・クック・Jr〉）※テレビ東京版
- 地獄のバスターズ（ニック[31]）※テレビ東京版
- 7月4日に生まれて（チャーリー〈ウィレム・デフォー〉）※テレビ朝日版
- 死にたいほどの夜（署長〈トム・バウアー〉）
- 死の標的（ロゼリー捜査官〈ケヴィン・ダン〉）※ソフト版
- シビラの悪戯（ネモ）
- 死亡の塔（チーハオ〈加藤大樹〉）
- ジム・キャリーのエースにおまかせ!（ヴィンセント・キャドビー〈サイモン・キャロウ〉）
- ジャッカル（ベリンコ将軍、ラリー・キング）※日本テレビ版
- シャドー（ブルマー〈ジョン・サクソン〉）
- ジャングル・ブック ※テレビ朝日版
- 13日の金曜日 PART8 ジェイソンN.Y.へ（甲板員）※フジテレビ版
- ジョー、満月の島へ行く（エリソン医師〈ロバート・スタック〉）
- 勝利への脱出
- 白雪姫とエッチな仲間たち（クシャミ）
- シルバー・サドル 新・復讐の用心棒（フェルミン）
- シルバー・ブリット/死霊の牙（アンディ〈ビル・スミトロヴィッチ〉）
- 新・13日の金曜日（ビリー）
- スーパーサイズ・ミー（デヴィッド・サッチャー医務総監、グレッグ・ブレタウアー、ジェラルド・N・ティロッツィ博士、アダム・ネイマン医学博士）
- スーパーマンII ※テレビ朝日旧録版
- 推定無罪（トミー・モルト〈ジョー・グリファシ〉）※テレビ朝日版
- スカイキャプテン ワールド・オブ・トゥモロー（ヴァルガス博士）
- スカイライン -征服-
- スター・ウォーズシリーズ
  - スター・ウォーズ エピソード4/新たなる希望（デイン・ジャー中佐〈アル・ランパート〉）※劇場公開版、（デイン・ジャー中佐〈アル・ランパート〉、ビッグス・ダークライター〈ギャリック・ヘイゴン〉）※日本テレビ版2
  - スター・ウォーズ エピソード5/帝国の逆襲（マクシミリアン・ヴィアーズ将軍〈ジュリアン・グローヴァー〉）※テレビ朝日版
  - スター・ウォーズ エピソード6/ジェダイの帰還（アイガー司令官〈ウィリアム・ホイランド〉）
- スターマン/愛・宇宙はるかに（ブラッド・ハインミュラー）
- スターリングラード（マンフレッド・“ロロ”・ロールダー軍曹）
- スティング（ベニー・ガーフィールド、グレンジャー）※テレビ朝日版
- ストリートファイター（ル・ボー）
- ストレート・トーク/こちらハートのラジオ局（ジャック・ラッセル〈ジェームズ・ウッズ〉）
- スノー・バディーズ 小さな5匹の大冒険（ライアン保安官）
- すべてはその朝始まった（フランクリン・チャーチ〈ジャンカルロ・エスポジート〉）
- スリーピー・ホロウ（トーマス・ランカスター医師〈イアン・マクダーミド〉）※テレビ東京版
- スリープウォーカーズ（ソームズ警部補〈ロン・パールマン〉）
- 成功争い（浮浪者・警官〈チェスター・コンクリン〉）
- 精神分析医J（ジャック・レイナー〈リチャード・ドレイファス〉）
- セブン・イヤーズ・イン・チベット（チャン・ヂンウー将軍〈リック・ヤング〉）※フジテレビ版
- 戦火の勇気（ジョエル・ウォールデン〈ケン・ジェンキンス〉）※テレビ朝日版
- ソルジャー（スレッド）※フジテレビ版
- ソルジャー・ボーイ（シューター〈ポール・コスロ〉）
- ゾンビ伝説（ルイ・モーツァルト〈ブレント・ジェニングス〉）
- ダーク・アベンジャー/暗闇からの復讐者（デヴィッド・ストラウス〈ヘクター・エリゾンド〉）
- ダーククリスタル ※NHK-BS版
- ダークシティ（ミスター・ハンド〈リチャード・オブライエン〉）※フジテレビ版
- ターゲット（眼鏡の男）
- ダーティハリー3（ブチンスキー、クラウス、アンディ）
- ダーティハリー4（ミック・パーキンズ）
- ダーティファイター（ダラス）
- ターミネーター2（トッド〈ザンダー・バークレー〉）※フジテレビ版
- ダイ・ハード（ミッチェル警部）※テレビ朝日版
- ダイ・ハード2（SWATリーダー、ウィンザー114便の機長〈コルム・ミーニイ〉 他）※ソフト版
- タイムボンバー（テイラー大佐〈リチャード・ジョーダン〉）※VHS版
- ダウト〜あるカトリック学校で〜（マッギン）
- ダウンドラフト（スタンディッシュ）
- 宝島（ベン・ガン〈ジェフリー・ウィルキンソン〉）※DVD版
- TAXi（クリューガー）※フジテレビ版
- タッカー（エディ・ディーン〈フレデリック・フォレスト〉）
- 脱走山脈（クルト）※TBS版
- 007シリーズ
  - 007 ゴールドフィンガー（マーティン・ソロ、シモンズ、ホーカー）※ソフト版、（キッシュ）※NET版
  - 007 トゥモロー・ネバー・ダイ（カウフマン〈ヴィンセント・スキャヴェリ〉[32]）※テレビ朝日版
  - ネバーセイ・ネバーアゲイン（ジャック・ペタチ大尉〈ギャヴァン・オハーリー〉）※機内上映版
- ダブルボーダー
- タワーリング・インフェルノ（ハリー・ジャニガン〈O・J・シンプソン〉）※TBS版
- ダンス・ウィズ・ウルブズ ※日本テレビ版
- チェンジリング（ペンバートン教授〈バリー・モース〉）
- チキンハート・ブルース（モンティ・レイサム〈キース・キャラダイン〉）
- 蝶の舌（ラモン）
- ツインズ ※テレビ朝日版
- ツイン・タウン（ブリン〈ウィリアム・トーマス〉）
- ツリー・オブ・ライフ（おじいちゃん）
- ティーン・ウルフ（カーク・ローリー）
- ディック・トレイシー（88キーズ〈マンディ・パティンキン〉）
- テキーラ・サンライズ（グレッグ・リンドロフ〈アーリス・ハワード〉）※ソフト版
- テキサスSWAT
- テシス 次に私が殺される（カストロ）
- デッドフォール（ロペス）※テレビ朝日版
- デッド・フライト（レイ・バショー〈レイモンド・J・バリー〉）
- デューン/砂の惑星（パイター・ド・ブリース〈ブラッド・ドゥーリフ〉）※テレビ朝日版
- テロリスト・ゲーム2/危険な標的（マーティン・シュレイダー〈マイケル・J・シャノン〉）※ソフト版
- 天才チンパンジー ジャック/アイスホッケーの友情（ケンダル教授、サム・リチャーズ）
- 天使にラブ・ソングを…（ウィリー〈リチャード・ポートナウ〉）※日本テレビ版
- トータル・リコール（隊長、タクシーのロボット運転手〈ロバート・ピカード〉）※テレビ朝日版
- 透明人間（デヴィッド・ジェンキンス〈サム・ニール〉）※ソフト版
- トゥルーライズ（サミール博士）※フジテレビ版
- 特攻サンダーボルト作戦（ベニー・ペレド少将〈ジョン・サクソン〉）
- トップ・シークレット（ドュクワ）
- 飛べ!フェニックス（ガブリエル）※フジテレビ版
- ドメスティック・フィアー
- ドラキュラ対フランケンシュタイン（ストレンジ〈グレイドン・クラーク〉）
- ドラゴン危機一発（イン〈ラム・チェンイン〉）
- ドラゴン少林拳（ルー）
- ドラゴン/ブルース・リー物語（イップ・マン）※ソフト版
- ドラブル
- ドリーム・ガール/ママにはないしょの夏休み（エッグ店長）
- 永遠の語らい（ニコラウス）
- ナイトフォール 夜来たる（ノーメン〈デビッド・キャラダイン〉）
- ナイトホークス ※テレビ朝日版
- ナイトメア・オブ・クリスマス（アルバート〈デヴィッド・ジェイソン〉、アーニー）
- 長く熱い週末（レイザース〈P・H・モリアーティ〉）
- 何かが道をやってくる（トム・フューリー〈ロイヤル・ダノ〉）
- ナバロンの嵐 ※テレビ朝日版
- 2010年（ウォルター・カーナウ博士〈ジョン・リスゴー〉）※テレビ朝日版
- 摩天楼はバラ色に（エレベーター修理業者〈マーク・マーゴリス〉）※TBS版
- ネイビー・フォース/テロリスト壊滅作戦
- ネバーエンディング・ストーリー（ティーニー・ウィーニー〈ディープ・ロイ〉）※テレビ朝日版
- バード・オン・ワイヤー ※テレビ朝日版
- ハード・トゥ・キル（ジャック・アクセル）※テレビ朝日版
- ハードネス（ヴィッキー〈ニコラス・キャンベル〉）※VHS版
- バーバリアン/伝説の神剣（カンダル王）
- パール・ハーバー（キンメル〈コルム・フィオール〉）※ソフト版
- バイオ・エイリアン/新種誕生（ジョージ・ベイカー）
- バイオレント・サタデー（リチャード・トレメイン〈デニス・ホッパー〉）
- 陪審員 ※ソフト版
- ハウリング（エディ・クイスト〈ロバート・ピカード〉）
- バカルー・バンザイの8次元ギャラクシー（国防長官、ジョン・ゴメス〈ダン・ヘダヤ〉）
- 裸の銃を持つ男（パプシュミア〈レイ・バーク〉）※テレビ朝日版
- 裸の銃を持つ男 PART33 1/3（パプシュミア〈レイ・バーク〉）※テレビ朝日版
- バック・トゥ・ザ・フューチャーシリーズ
  - バック・トゥ・ザ・フューチャー（3-D〈ケイシー・シーマツコ〉、過激派の男〈リチャード・L・デュラン〉、ドラマー〈デイビット・ハロルド・ブラウン〉、ラジオアナウンサー〈トニー・ポープ〉）※フジテレビ版
  - バック・トゥ・ザ・フューチャー PART2（ジョージ・マクフライ〈ジェフリー・ウェイスマン〉、ビフ・タネン博物館のナレーション〈ニール・ロス〉、財布を盗んだと思う男〈ウェズリー・マン〉）※テレビ朝日版
  - バック・トゥ・ザ・フューチャー PART3（酒場の老人1〈パット・バトラム〉、ジョージ・マクフライ〈ジェフリー・ウェイスマン〉）※日本テレビ版
- パッセンジャー57 ※ソフト版
- バットマン オリジナル・ムービー（エドワード・ニグマ/ナゾラー〈フランク・ゴーシン〉）※TBS新録版
- バットマン フォーエヴァー（フレッド・スティックリー〈エド・ベグリー・ジュニア〉、バートン博士〈ルネ・オーベルジョノワ〉）※テレビ朝日版
- バッフィ/ザ・バンパイア・キラー（レフティ〈ポール・ルーベンス〉）
- ハドソン・ホーク（レオナルド・ダ・ヴィンチ、ディーン）※ソフト版、（シーザー・マリオ〈フランク・スタローン〉）※フジテレビ版
- パトリオット・ゲーム（ジェフリー・ワトキンズ〈ヒュー・フレイザー〉）※フジテレビ版
- バトルガンM‐16（ノザキ刑事〈スーン＝テック・オー〉）
- バトルランナー（フィル〈ロジャー・バンパス〉）※フジテレビ版
- バニシング・レッド（フランクリン・セヴェランス警部補〈ジョージ・シーガル〉）※VHS版
- バニラ・フォグ（ジョナサン・ベンデル〈ディラン・ベイカー〉）
- ハメット
- 薔薇の名前（マラキア）
- ハリウッドにくちづけ（ジョージ・ラザン〈アンソニー・ヒールド〉、テッド〈J.D.サウザー〉）
- 遥かなる子熊の森（ジョン・マッカートン〈ロバート・パイン〉）
- 遥かなる大地へ（マクガイア）
- ハロウィンII（バド〈レオ・ロッシ〉）
- ハンボーン（マイケル・ラドクリフ〈ティモシー・ボトムズ〉）※フジテレビ版
- ピースキーパー ※VHS版
- ピースメーカー ※TBS版
- ヒーロー/靴をなくした天使（コンクリン〈クリスチャン・クレメンソン〉）※ソフト版
- 必殺マグナム（エド・ライニキー〈ジェームズ・ルイジ〉）
- ヒドゥン
- ビバリーヒルズ・コップ ※テレビ朝日版
- ビバリーヒルズ・コップ3（フルブライト〈スティーヴン・マクハティ〉）※フジテレビ版
- ビバリー・ヒルビリーズ/じゃじゃ馬億万長者（ジェド・クランペット〈ジム・バーニー〉）
- 評決のとき ※フジテレビ版
- ビヨンド・ザ・リミット（ジェームズ・フリン〈ハンク・ストーン〉）
- ビルとテッドの大冒険（ローガン警部）
- ピンク・パンサー2（ケイトー・フォン〈バート・クウォーク〉）※日本テレビ版
- ピンク・パンサー3（ケイトー・フォン〈バート・クウォーク〉）
- ファイヤーウォール（アーリン・フォレスター〈アラン・アーキン〉）※ソフト版
- フィールド・オブ・ドリームス（マーク）※VHS版
- フィラデルフィア・エクスペリメント（アンドリュース〈ゲイリー・ブロケット〉）※フジテレビ版
- フェイス/オフ（看守）※フジテレビ版、（ウォルシュ医師〈コルム・フィオール〉）※テレビ朝日版
- フォーエヴァー・ヤング 時を超えた告白（ジョン）※ソフト版
- フォートレス2（ピーター・テラー〈パトリック・マラハイド〉）
- フォレスト・ガンプ/一期一会（ジョンソン大統領、ディック・カベット）※フジテレビ版
- 復讐の処刑コップ
- 復讐のビッグガン（シルヴァン〈ジャン＝フランソワ・ステヴナン〉）
- プセの冒険 真紅の魔法靴（老人プセ/ナレーション〈ミシェル・デュショソワ〉）
- フューリー
- ブラックウォーター（クリス）
- フラッシュ・ゴードン（クライタス将軍）※テレビ朝日版
- プラトーン（レッド・オニール〈ジョン・C・マッギンリー〉）※テレビ朝日版
- フランティック（革ジャンの男〈パトリック・フラールシェン〉）※ソフト版
- フリービーとビーン/大乱戦（ホワイティ〈ポール・コスロ〉）※テレビ朝日版
- プリズン・サバイブ（ゴードン・カムローズ〈サム・シェパード〉）
- ブルーサンダー ※テレビ朝日版
- ブルージーン・コップ ※日本テレビ版
- ブルース・ブラザース（マーフィ・ダン）※フジテレビ旧録版
- ブルベイカー（クラレンス〈ブレント・ジェニングス〉）
- フレッチ登場!/5つの顔を持つ男（ジミー・リー・ファーンズウォース〈R・リー・アーメイ〉）※DVD版
- F.L.E.D./フレッド（パット・シラー連邦保安官〈ロバート・ジョン・バーク〉）
- ブロークン・アロー（プリチェット〈ボブ・ガントン〉）※テレビ朝日版
- プロジェクト・イーグル（フランク）※フジテレビ版
- プロジェクトA（チョウ）※テレビ朝日版
- ブロンコ・ビリー
- フロント・ページ（強盗団ボス）
- ペインテッド・デザート タフ劇場版（モンタナ〈ドン・キース・オパー〉）
- ペリカン文書（ボブ・グミンスキー〈ウィリアム・アザートン〉）※テレビ朝日版
- ヘルショック 戦慄の蘇生実験（刑事A）
- ベルボーイ狂騒曲/ベニスで死にそ〜（マイク・ロートン / チャールトン・ブラック〈ブライアン・ブラウン〉）
- ペンタグラム/悪魔の烙印（パトリック・チャニング〈ジェフ・コーバー〉）※VHS版
- 暴力脱獄（フィクサー〈ジョー・ドン・ベイカー〉）
- ホット・ショット（リングアナウンサー〈ジミー・レノン・ジュニア〉）※ソフト版
- ホット・ショット2 ※テレビ朝日版
- ボディガード（グレッグ・ポートマン〈トーマス・アラナ〉）※ソフト版
- ボディ・ターゲット（ダンストン〈テッド・レヴィン〉）※ソフト版
- ボディ・トーク（ララビー〈クリント・ハワード〉）
- 炎のランナー（サンディ・マクグロス）
- ボラット 栄光ナル国家カザフスタンのためのアメリカ文化学習（マイク・ペニスカ）
- ホンコン・フライド・ムービー（ダニーズの支配人〈クー・フェン〉）
- マイ・ファーザー 死の天使（ヴィーネルト）
- マイホーム・コマンドー（ベルツ〈ラリー・ミラー〉）
- マウス・オブ・マッドネス（サター・ケーン〈ユルゲン・プロホノフ〉）
- マスク・オブ・ゾロ（三本指のジャック〈L・Q・ジョーンズ〉）※ソフト版
- マスターズ/超空の覇者（ルビック刑事〈ジェームズ・トールカン〉）※テレビ東京版
- マダムと奇人と殺人と（鳥カゴの男）
- マッドマックス（チャーリー）
- マッドマックス2（ゼッタ）※フジテレビ版
- ミス・ポター（ルパート・ポター〈ビル・パターソン〉）
- ミッドウェイ（友永丈市大尉〈サブ・シモノ〉）※日本テレビ版
- ミッドナイトクロス（病院の刑事）※テレビ朝日版
- ミッドナイト・ラン（ジェリー・ガイスラー）※テレビ朝日版
- 未来世界（スティーヴン）※日本テレビ版
- みんなのうた（ミッチ・コーエン〈ユージン・レヴィ〉）
- 名犬ラッシー/ラッシーの大冒険（ポール・マーティン〈ヒュー・レイリー〉）※VHS版
- メジャーリーグ（ペッパー・リーチ）※ソフト版
- メッセンジャー・オブ・デス（シニア）
- 山猫は眠らない（エル・シルハーノ〈ケン・ラドリー〉）※テレビ東京版
- ヤングガン（ディック・ブリュワー〈チャーリー・シーン〉）
- U・ボート（兵曹長）※フジテレビ版
- 夕陽のギャングたち（サンテルナ）※ソフト版
- ユニバーサル・ソルジャー（モーテルのオーナー）※ソフト版
- 夢の旅路（ローラン）
- 48時間（アルバート・ガンツ〈ジェームズ・レマー〉）※日本テレビ新録版
- 48時間PART2/帰って来たふたり（スローン・バローズ〈ブレント・ジェニングス〉）※ソフト版
- ライオンハート（ハルトフ軍曹）※ソフト版
- ラウンダーズ（ジョーイ・クニッシュ〈ジョン・タトゥーロ〉）
- ラスト・アクション・ヒーロー（ザ・リッパー〈トム・ヌーナン〉）※ソフト版
- ラスト・シューティスト（ドブキンズ）※フジテレビ版
- ラスト・ボーイスカウト（パブロ〈フランク・コリソン〉）※フジテレビ版
- ラストマン・スタンディング（ガソリンスタンド店員）※テレビ朝日版
- ラストUボート（シロウスキー）
- ラビッド（ダン・ケロイド院長〈ハワード・リシュパン〉）
- ラルフ一世はアメリカン（パーシヴァル・グレーヴス卿〈ジョン・ハート〉）
- ランボー（カーン〈ビル・マッキーニー〉）※TBS版・テレビ朝日版
- ランボー/怒りの脱出（軍人）※テレビ朝日版
- ランボー3/怒りのアフガン（ムーサ〈サッソン・ガーベイ〉）※テレビ朝日版
- リーサル・ウェポン2/炎の約束（カバナフ〈ディーン・ノリス〉）※テレビ朝日版
- リベンジ・ファイター/殺しの傭兵（ジャック・コクラン〈エド・ローター〉）
- 理由（ブレア・サリバン〈エド・ハリス〉）※ソフト版
- ルーカスの初恋メモリー（ゴードン・カイザー）
- ルート666（ボブ・コナウェイ保安官〈L・Q・ジョーンズ〉）
- ル・ジタン（ジャック・エルマン）
- ルディ/夢はレースで1等賞!（ウォルター〈エトガー・ゼルゲ〉）
- ルパン（オルレアン公〈マチュー・カリエール〉）
- レイダース/失われたアーク《聖櫃》（ハーマン・ディートリッヒ大佐〈ヴォルフ・カーラー〉）※ソフト版
- レッド・オクトーバーを追え!（バート・マンキューソ〈スコット・グレン〉）※TBS版
- レッド・スコルピオン ※日本テレビ版
- レッドブル（ギャラガー〈リチャード・ブライト〉）※テレビ朝日版
- レモ/第1の挑戦（コニーアイランドの客引き〈ウィリアム・ヒッキー〉）
- レリック（トム・パーキンソン）
- レンタル・キッズ/お子様貸します!（ローレンス〈クリストファー・ロイド〉）
- ローズ（デニス〈バリー・プリマス〉）
- ロード・トゥ・パーディション（コナー・ルーニー〈ダニエル・クレイグ〉）
- ロード・トリップ（アール〈フレッド・ウォード〉）
- RONIN（シーマス・オルーク〈ジョナサン・プライス〉）※ソフト版、（ミキーの部下）※フジテレビ版
- ロケッティア
- ロッキー2（監督）
- ロボコップ（エミール・アントノウスキー〈ポール・マクレーン〉）※テレビ朝日版
- ロボコップ2（ホルツガング）※20世紀フォックス版、（ケイン〈トム・ヌーナン〉）※テレビ朝日版
- ロマンシング・ストーン 秘宝の谷（ホアン〈アルフォンソ・アラウ〉）※テレビ朝日版
- ロング・ライダーズ（チャーリー・フォード〈クリストファー・ゲスト〉）
- ロンドンゾンビ紀行（レイ）
- ワーキング・ガール（ボブ・スペック〈ケヴィン・スペイシー〉、ティム・ドレイパー）※ソフト版
- ワイルドグリズリー（サム町長）
- 私の愛情の対象（シドニー〈アラン・アルダ〉）
- 101（ジャスパー〈ヒュー・ローリー〉）※ソフト版
- ワンス・アポン・ア・タイム・イン・アメリカ（マックス〈ジェームズ・ウッズ〉）※VHS版
- ワンス・アラウンド（ロブ〈グリフィン・ダン〉）
- ワンダとダイヤと優しい奴ら（ジョージ・トマーソン）

#### ドラマ
- アリー my Love（ワルワース判事〈アーミン・シマーマン〉、マクドナルド判事〈スタンリー・アンダーソン〉）
- アルフ シーズン1 #4（ホガース）
- アンネ・フランク（ハンス・ホースラル）
- エア・アメリカ（エドワード・ファーマン）
  - 特務指令 AIR AMERICA
  - ラスト・エージェント
- X-ファイル（ディープ・スロート〈ジェリー・ハーディン〉）※ソフト版
- NCIS 〜ネイビー犯罪捜査班（ドナルド・マラード〈デヴィッド・マッカラム〉）※Dlife版（シーズン5 - 15）
- NCIS: ニューオーリンズ（ドナルド・マラード〈デヴィッド・マッカラム〉）
- エレメンタリー ホームズ&ワトソン in NY シーズン2 #20（イアン）
- 俺がハマーだ! シーズン1 #9（ブラドック〈マーク・ロルストン〉）
- 俺たち賞金稼ぎ!!フォール・ガイ シーズン2 #10（ジェームズ・ドルーリー）
- がんばれ!ベアーズ シーズン2 #3（警官、アナウンサー）
- 刑事コジャック（リゾ刑事〈ヴィンス・コンティ〉）
- 刑事コロンボシリーズ
  - 刑事コロンボ 黒のエチュード（フランク）※日本テレビ版
  - 刑事コロンボ 祝砲の挽歌（刑事）
  - 刑事コロンボ 歌声の消えた海（ロイド・ハリントン、操舵手）※ロイドは完全版追加収録部分
  - 刑事コロンボ 5時30分の目撃者（アーノルド）
  - 刑事コロンボ 仮面の男（ヘンダーソンの会社の重役）
  - 新・刑事コロンボ 幻の娼婦（レンツ）
  - 新・刑事コロンボ 完全犯罪の誤算（ティム・ヘインズ、ニュース・キャスター）
  - 新・刑事コロンボ 大当たりの死（ジョージィ）
- 刑事ナッシュ・ブリッジス シーズン2 #22（バリー・チェン）
- 刑事マルティン・ベック ロゼアンナ（カール・オーケ・エリクソン・ストルト）
- コード・ブラック 生と死の間で（ローレンス・エヴァンス）
- コールドケース3（トロイ・ケイジ〈ロン・ディーン〉）
- こちらブルームーン探偵社
  - シーズン3 #10（ジェイク・レンボーン）
  - シーズン4 #11（アントニー・バクスター）
- サブマリン・アタック（セルゲイ・ユーロフ博士）
- ザ・プリテンダー 仮面の逃亡者（ギエラ刑事〈トニー・プラナ〉）
- ザ・ホワイトハウス（クレイプール〈ジョン・ディール〉）
- 三国志演義 NHK-BS2（王植、劉禅〈壮年期〉〈魯継先〉、董荼那〈秦宝林〉）
- CSI:5 科学捜査班（ジェームズ・モリアーティ〈セバスチャン・ロッシェ〉）
- CSI:6 科学捜査班（ジェフリー・マッキーン郡保安官代理〈コナー・オファレル〉）
- CSI:マイアミ2（デビッド・ジェファーズ社長〈ヴィト・ルギニス〉）
- ジェシカおばさんの事件簿（スポレティ〈ジェームズ・スローヤン〉）
- ジェシカ・ジョーンズ（ドクター・コズロフ〈トーマス・コパッチ〉）
- シドニー・シェルダンの明日があるなら（ダニエル・クーパー〈デヴィッド・キース〉）
- シャーロック・ホームズの冒険
  - 青い紅玉（ブレッケンリッジ）
  - 四人の署名（ウィリアムズ）
  - ボール箱（マードック・ガル）
- 私立探偵マグナム
  - シーズン1 #9（エリック・トビン）
  - シーズン2 #21（オックス警備主任）
- 新アウターリミッツ シーズン1 #7（ジョー・トラヴァース）
- 新スタートレック（学者、コバ・ソル、スン博士）
  - シーズン7 #12（エリック・プレスマン提督〈テリー・オクィン〉）
- 新・ヒッチコック劇場 パイロット版（ジャックおじさん）
- 心理探偵フィッツ（マイケル・ヘネシー〈ニコラス・ウッドソン〉）
- スーパーナチュラル6（ウェストボロ）
- スターゲイト SG-1（ジェイソン・レビンソン〈グレッグ・マイケルズ〉）
- スティーヴン・キングのゴールデン・イヤーズ（アッカーマン医師〈ジョン・ロスマン〉）
- スペース・レンジャーズ2 銀河覇王の逆襲（マックトウ卿〈ダナ・グラッドストーン〉）
- 第一容疑者1 連鎖（イーステル巡査部長）
- 第一容疑者3 朽ちた野望（マーク・ルイス）
- 地上最強の美女たち!チャーリーズ・エンジェル シーズン3 #10（リッチー〈ロバート・デヴィ〉）
- 超音速攻撃ヘリ エアーウルフ
  - パイロット版（カマル少佐）
  - シーズン1 #10（ロバート・ウィンチェスター博士〈デビッド・キャラダイン〉）
  - シーズン2 #8（ダンカーク）
  - シーズン3 #9（キース博士）
- デスパレートな妻たち
- 24 -TWENTY FOUR- シーズン5 #7
- 特捜刑事マイアミ・バイス（イジー・モレノ〈マーティン・フェレロ〉）
- ドクタークイン 大西部の女医物語（マッケイ軍曹〈デイビット・ビークロフト〉）
- 特攻野郎Aチーム
  - シーズン1 #13（ハロルド・ワトキンス）
  - シーズン2 #1（アラン・シェクター）
  - シーズン3 #7（ヴェスカリ）、#15（カレンザ）
  - シーズン4 #1（ニッキー・スカラッティ）、#18（バリー・グリーン〈トム・ヴィラード〉）
  - シーズン5 #1・3（ラモン・スーレイ）、#7（スターク〈ロバート・ミアノ〉、ケイツ〈デニス・フィンプル〉）
- トップモデル諜報員 カバー・アップ（ドナルド・ラトージッジ〈マイケル・エンサイン〉）
- ナイトライダー
  - シーズン1 #2（サンジュ〈ジェフ・シルバーマン〉）、#8（レブ〈ウィリアム・サンダーソン〉）
  - シーズン2 #7（リロイ〈ロバート・パストレリ〉）
  - シーズン3 #3（ジャック・ライヒ〈アレン・ウィリアムズ〉）、#6（ランス・バートン〈リチャード・ラインバック〉）、#9（ジム〈ダンカン・ギャンブル〉）
- 犯罪捜査官ネイビーファイル（バルザン）
- ピッツバーグ警察日記（クアリー〈ジョン・スパーダコス〉）
- 100万ドルを取り返せ!（アダム・フォスター）
- ふたりは最高!ダーマ&グレッグ シーズン4 #4（グリックマン大佐）
- ふたりは友達? ウィル&グレイス（ジェラルド〈リチャード・ウォートン〉）
- THE BLACKLIST/ブラックリスト
  - シーズン2 #12（ジャスティン・ケニヨン）
  - シーズン6 #17（テッド・キング〈ジョン・カラム〉）
- フリッパー シーズン1 #7（コブの兄）
- 冒険野郎マクガイバー（マードック）
  - パイロット版（キール大佐〈ローレンス・P・ケイシー〉）
  - シーズン1 #9（ラーソン）、#10（バーニー大佐〈ウィリアム・フランクファーザー〉）、#11（バレット）
  - シーズン2 #5（トム・カヴァナー〈グレゴリー・イッツェン〉）、#14（ガソリンスタンド店員、警官〈ジョン・M・ジャクソン〉）、#16（ジャック）
- ミス・マープル 動く指（ナッシュ警視）
- 名犬ファング
- 名探偵ポワロ ※NHK版
  - 砂に書かれた三角形（夫）
  - 猟人荘の怪事件（フォーガン巡査部長）
  - エジプト墳墓のなぞ（ルパート・ブライブナー）
  - ゴルフ場殺人事件（ガブリエル・スト―ナー）
- モンキーキング 西遊記（シュウ）
- ヤングライダーズ シーズン1 #8（スターク）
- 世にも不思議なアメージング・ストーリー シーズン1 #4（ジュベル〈ラリー・ハンキン〉）
- ロンサム・ダブ（ジュライ・ジョンソン〈クリス・クーパー〉）

#### アニメ
- ウォーターシップダウンのうさぎたち（ブラックベリ）
- キャスパー（ストレッチ）
- キャプテン・プラネット（スライ・スラッジ）
- 最強武将伝 三国演義（陳珪）
- スター・ウォーズシリーズ
  - イウォーク物語（ゴルニーシュの部下）※DVD版
  - スター・ウォーズ ドロイドの大冒険（テリナルド・スクリード提督）※VHS版
- 地上最強のエキスパートチーム G.I.ジョー ザ・ムービー（デューク、ナレーター）
- ドン・キホーテ（セルバンテス）
- 2020年ワンダー・キディ（キャプテン）
- ボブとはたらくブーブーズ（ロバート）
- ミュータント・タートルズ（1987年東和ビデオ版）（シュレッダー）
- ミュータント タートルズ（フット団の遺伝学者）
- リセス 〜ぼくらの休み時間〜（ポール・プリックリー校長）
- 指輪物語（アラゴルン〈ジョン・ハート〉）

#### 人形劇
- サンダーバード6号（フォスター船長〈偽物〉）※VHS版
- フラグルロック

### ボイスオーバー
- おいしいハワイ オアフ島〜楽園の地産地消を訪ねて〜（2012年、BS11）
- 島耕作のアジア立志伝（NHK-BS）
- 世界・ふしぎ発見!（TBS）
- 探検ロマン世界遺産（NHK総合）
- NHKスペシャル（NHK総合）
- 世界ふれあい街歩き（NHK総合）
- コズミックフロント☆NEXT 抱き続けた宇宙への野望 フォン・ブラウンの人心掌握術（クンメルスドルフ博物館館長 ゲルハート・ツヴィカー、元NASAマーシャル宇宙飛行センター先行開発研究部 ミッキー・アレン、元NASAロケット推進技術部 アレックス・マックール）
- ハートネットTV（NHK教育）
- BS世界のドキュメンタリー（NHK-BS）
- 本命登場!!『ダイ・ハード3』 ※『The Making of 'Die Hard: With a Vengeance'』の日本語版（ジェレミー・アイアンズ）（1995年06月29日、テレビ朝日）

### ナレーション
- 東京とんかつ会議（ナレーション、BS-TBS）

### テレビドラマ
- 負けて、勝つ 〜戦後を創った男・吉田茂〜（2012年、NHK） - アナウンサーの声
- マッサン 第4・11話（2014年、NHK連続テレビ小説） - デイビッドの声

### 映画
- ミツバチの羽音と地球の回転（2012年） - 声の出演
- BUNGO〜ささやかな欲望〜（2012年） - 声の出演

### 人形劇
- こどもにんぎょう劇場「賢者のおくりもの」

### シリーズ一覧
1. ↑  第1期『first season』（1999年）、第2期『second season』（2003年）
2. ↑  第1期（2003年）、第2期『新たなる翼』（2003年 - 2004年）
3. ↑  第1期（2005年）、第2期（2006年）
4. ↑  第1シリーズ（2012年）、第2シリーズ（2013年 - 2014年）、第3シリーズ（2020年 - 2021年）、第4シリーズ（2022年）
5. ↑  第2期『神（ゴッド）』（2017年 - 2018年）、第3期『超ゼツ』（2018年 - 2019年）